# Football Club Mendrisio
Football Club Mendrisio-Stabio é um clube de futebol suíço sediado na cidade de Mendrisio, no cantão de Ticino. Disputa atualmente a Swiss 1. Liga, equivalente à quarta divisão suíça.

## História
Foi fundado em 2006, após a união de duas equipes, o FC Mendrisio e o FC Stabio. Manda suas partidas no Centro Sportivo Comunale, com capacidade para 2.000 torcedores.
Ainda como FC Mendrisio, este foi o último clube da carreira do ítalo-brasileiro José João Altafini, o Mazzola, campeão mundial com a Seleção Brasileira na Copa de 1958 e tendo disputado também a Copa de 1962, com a camisa da Itália.

## Elenco
Nota: Bandeiras indicam equipe nacional, conforme definido pelas regras de elegibilidade da FIFA. Os jogadores podem ter mais de uma nacionalidade não-FIFA.
| N.º |         | Posição | Jogador             |
| --- | ------- | ------- | ------------------- |
| 1   | Itália  | G       | Andrea Opipari      |
| 2   | Itália  | D       | Alessandro Pozzi    |
| 3   | Itália  | D       | Andrea Azzolin      |
| 5   | Suíça   | D       | Daniel Garetto      |
| 6   | Croácia | M       | Nikola Nogic        |
| 7   | Itália  | A       | Nicola Salerni      |
| 9   | Suíça   | A       | Giovanni Italo      |
| 10  | Suíça   | M       | Gabriele Mascazzini |
| 11  | Senegal | A       | Michel Sarr         |
| 12  | Suíça   | M       | Mateo Bosnjak       |
| 13  | Itália  | M       | Daniel Cellerino    |

| N.º |        | Posição | Jogador                |
| --- | ------ | ------- | ---------------------- |
| 14  | Suíça  | M       | Giona Mazzetti         |
| 15  | Suíça  | G       | Andrea Cataldo         |
| 16  | Suíça  | A       | Simone Cappellari      |
| 17  | Itália | D       | Andrea Alaimo          |
| 18  | Itália | M       | Jan Vinatzer           |
| 19  | Suíça  | M       | Sebastiano Croci Torti |
| 20  | Suíça  | M       | Matteus Senkal         |
| 21  | Itália | M       | Axel De Biasi          |
| 23  | Suíça  | D       | Gianluca Pusterla      |
| 24  | Itália | D       | Noel Kabamba           |
| 25  | Suíça  | M       | Luca Roncoroni         |

## Links
- Site oficial